# Galerina decipiens
Galerina decipiens är en svampart som beskrevs av A.H. Sm. & Singer 1955. Galerina decipiens ingår i släktet Galerina och familjen Strophariaceae.   Inga underarter finns listade i Catalogue of Life.